# Nogent-le-Bernard
Nogent-le-Bernard település Franciaországban, Sarthe megyében. Lakosainak száma 876 fő (2022. január 1.). Nogent-le-Bernard Saint-Cosme-en-Vairais, Bellou-le-Trichard, Pouvrai, Bonnétable, La Chapelle-du-Bois, Dehault, Rouperroux-le-Coquet és Saint-Georges-du-Rosay községekkel határos.

## Népesség
A település népességének változása:
| Lakosok száma | 954  | 946  | 971  | 914  | 908  | 902  | 899  | 887  | 876  |
|               | 2013 | 2015 | 2016 | 2017 | 2018 | 2019 | 2020 | 2021 | 2022 |